# Cressia
Cressia település Franciaországban, Jura megyében. Lakosainak száma 250 fő (2022. január 1.). Cressia Augisey, Loisia, Pimorin, Rosay és Rothonay községekkel határos.

## Népesség
A település népességének változása:
| Lakosok száma | 275  | 230  | 259  | 270  | 270  | 265  | 258  | 253  | 256  | 250  |
|               | 1968 | 1982 | 1990 | 2006 | 2013 | 2015 | 2017 | 2019 | 2020 | 2022 |